# Aisthorpe
Aisthorpe – wieś i civil parish w Anglii, w Lincolnshire, w dystrykcie West Lindsey. W 2011 roku civil parish liczyła 123 mieszkańców. Aisthorpe jest wspomniana w Domesday Book (1086) jako Aestorp/Estorp.